# Nationale Schietbaan

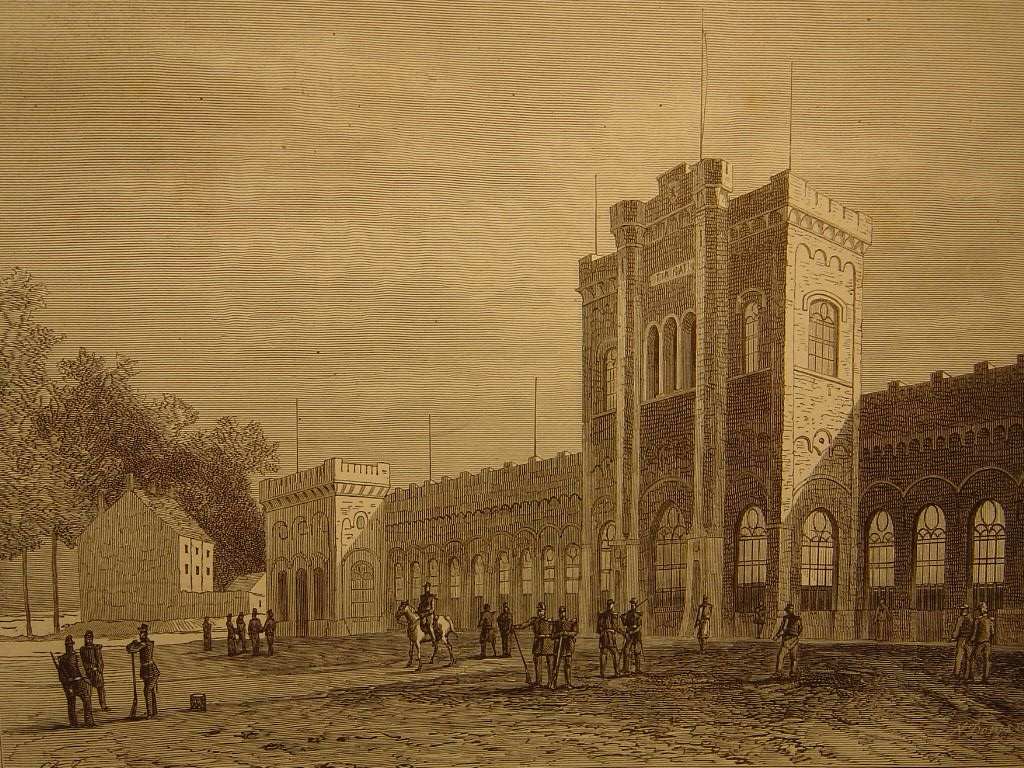
De Nationale Schietbaan, place Dailly door Ch. Trumper (1872)

De Nationale Schietbaan (Frans: Tir national) was van 1889 tot 1963 een militair complex in de Belgische plaats Schaarbeek waar schutters van de Burgerwacht en het leger schietoefeningen konden uitvoeren.

## Geschiedenis
Minister Charles Rogier, die in België ook de plannen voor een eerste spoorlijn had gesteund, en burgemeester Eugène Dailly (1864-1873) van Schaarbeek speelden een belangrijke rol bij het realiseren van het plan uit 1859 om op het huidige Daillyplein een permanente, nationale schietbaan aan te leggen. Hiermee speelden zij in op het enthousiasme dat in het jonge België voor de schietsport bestond.
De locatie bleek al snel te klein voor de talrijke bezoekers, en ook de afstanden waarop geoefend kon worden, waren beperkt. Daarom werd in 1886 begonnen met de aanleg van een nieuwe schietbaan op het plateau van Linthout, waar nu de Reyerslaan loopt. Een grote zaal met schietafstand van 600 meter maakte deel uit van het militair complex van ongeveer 20 hectare, dat in 1889 werd geopend. Het werd in 1963 afgebroken om plaats te maken voor de gebouwen van de huidige VRT en RTBF.

## Executieoord

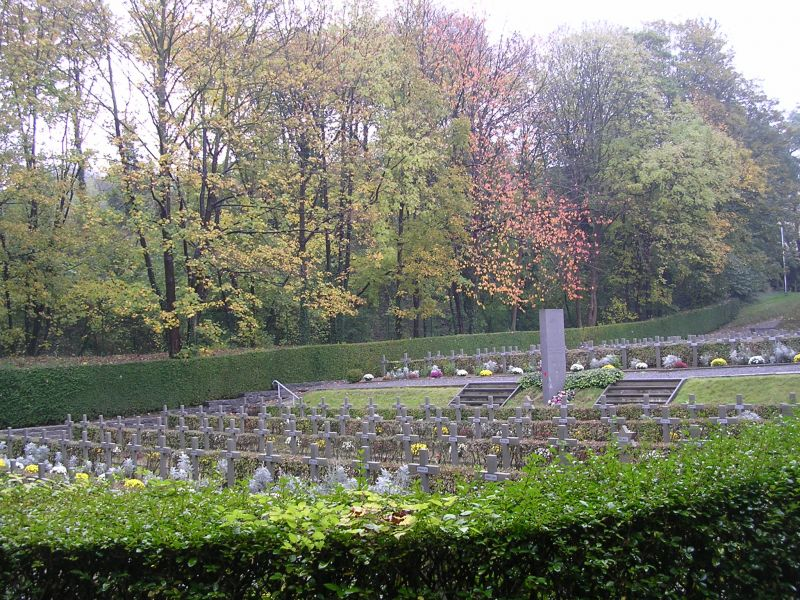
Ereperk der Gefusilleerden in Schaarbeek.

De locatie was tijdens de beide wereldoorlogen het toneel van talrijke executies door de Duitse bezetter. De eerste verzetsstrijder die er tijdens de Eerste Wereldoorlog gefusilleerd werd, was de Antwerpenaar Jozef Baeckelmans. Vervolgens ging het onder meer om de Britse verpleegster en verzetsheld Edith Cavell, haar wreker Louis Bril en spionne Gabrielle Petit. Onder de terechtgestelden in de Tweede Wereldoorlog waren Choura (Commandant Jean van Groep G), Youra Livchitz, Albert Stainier en verscheidene leden van de Comet-ontsnappingsroute. Het Ereperk der Gefusilleerden, tussen parkeerterreinen en de crèche van de RTBF, is een stille herinnering aan deze executies.